# Marsilea burchellii
Marsilea burchellii är en klöverbräkenväxtart som först beskrevs av Kze., och fick sitt nu gällande namn av Addison Brown. Marsilea burchellii ingår i släktet Marsilea och familjen Marsileaceae.
IUCN kategoriserar arten globalt som livskraftig (LE). Inga underarter finns listade.